# 2019年1月林肯紀念堂對峙事件
2019年1月林肯紀念堂對峙事件（英語：January 2019 Lincoln Memorial confrontation），是在2019年1月18日，於美國華盛頓哥倫比亞特區的林肯紀念堂附近發生的政治示威者團體之間之對峙及後續事件。
媒體拍到科溫頓天主教高中學生尼古拉斯·桑德曼（Nicholas Sandmann）與美洲原住民活動家內森·菲利普斯（Nathan Phillips）之間的互動，媒體對互動的照片和影片廣泛報導。但幾天後發布的影片顯示，媒體最初的報導忽略了事件的關鍵細節。最初該事件許多報導錯誤地將天主教學生描繪成挑釁者之後，在美國引發了眾怒，部份網民呼籲對事件中的學生起底。學生們甚至收到了死亡威脅，由於擔心學生的安全，科溫頓天主教高中決定暫時關閉。
對峙的影片上傳到社交媒體平台Instagram、Twitter和YouTube，獲得數百萬次人士觀看，並被廣泛共享。事件後，起初公眾的憤怒集中在學生和學校身上，學校與一些學生一起受到了暴力威脅。隨著越來越多的影片被發布，關於真實情況的不同看法使美國人兩極分化。該事件被《紐約時報》形容為「種族、宗教和意識形態信仰的爆炸性融合」，《Vox》社論稱其為「國家最重要的軼事」。
2019年2月，天主教科溫頓教區發布了一份由教區和高中聘請的私人偵探機構的調查報告，聲明該報告為學生洗刷冤誣。美國新聞媒體因在沒有充分調查事情的情況下報導這一事件而受到批評，隨後引發了對該事件的爭議和憤怒。科溫頓的學生已經向新聞機構提起了數百萬美元的誹謗訴訟。科溫頓學生尼古拉斯·桑德曼出現在媒體對該事件的大多數報導之中，其後來在誹謗訴訟中與CNN和《華盛頓郵報》達成和解協議。

## 事件

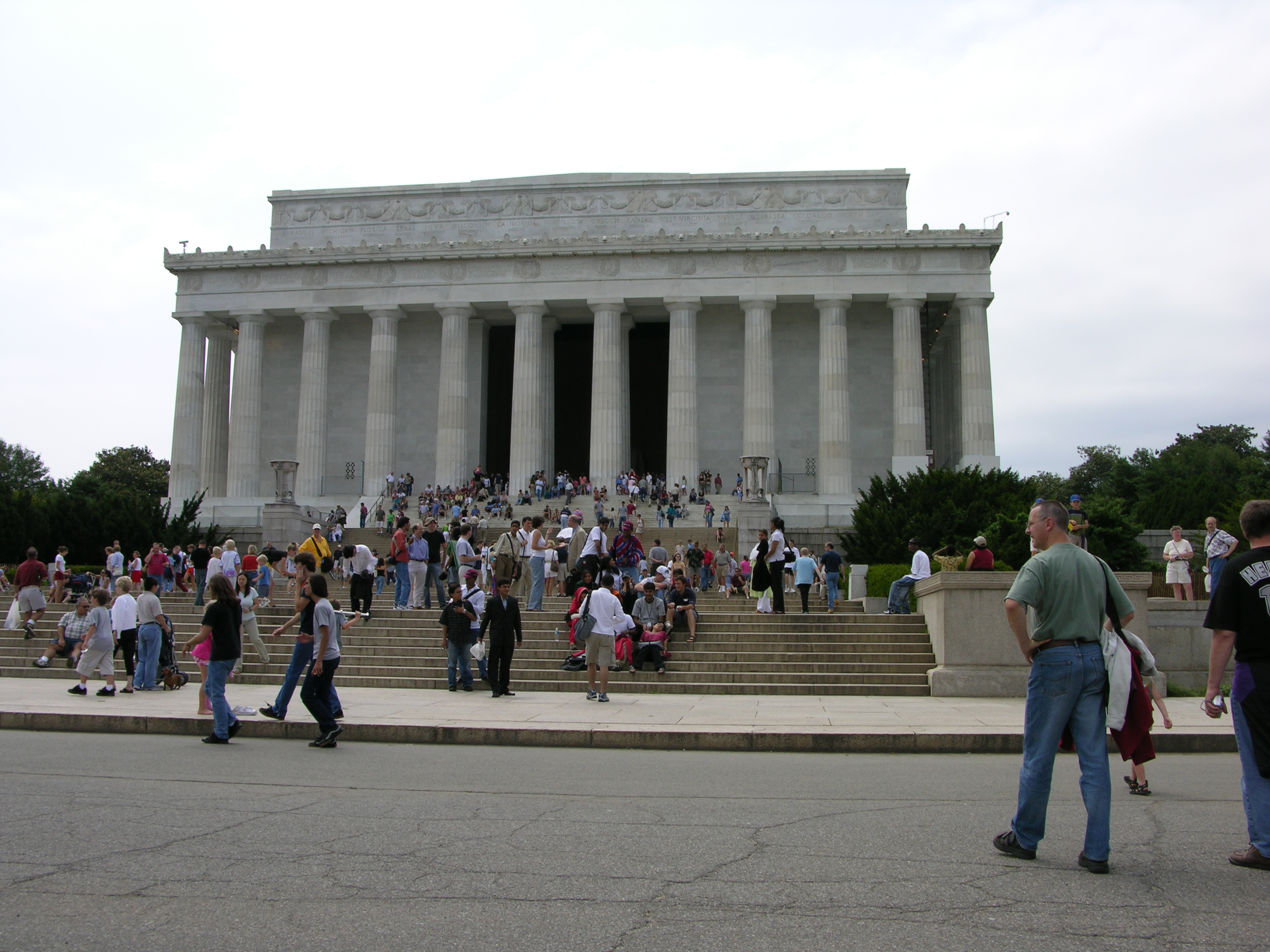
事件發生地林肯紀念堂的台階，照片攝於2004年7月

事件發生在2019年1月18日下午傍晚，華盛頓特區的林肯紀念堂廣場上，兩個團體「原住民遊行」和「為生命遊行」結束了一天的集會。兩隊遊行分別代表了完全不同的目的：提高對美州原住民問題的關注，和提高對反墮胎運動的支持。在大約十分鐘的時間裏，廣場上有一小群來自原住民遊行的小團體和一大群來自肯塔基州公園山的全男性科溫頓天主教高中學生，他們都聚集在廣場台階的指定集合地點，等待乘公共汽車回家。在學生們到來之前，一群5人的黑色希伯來以色列人站成一排，「從紅書中高喊聖經」並嘲諷路人。隨著15、16歲的學生陸續到來，黑色希伯來以色列人開始朝他們嘲諷，並辱罵他們。隨著越來越多的科溫頓學生到達，為了回應這些嘲諷，學生們表演了代表其學校精神體育口號，包括他們版本的毛利哈卡。一位參加遊行的美洲原住民說，他覺得「學生們在侮辱了舞蹈」。
根據1月23日《紐約時報》的一篇報導，「原住民遊行」的參與者表示，他們將學生「大聲叫口號」、團體的規模以及他們的MAGA服裝解讀為對剛結束「他們示威活動的挑釁和破壞」。一名參加過遊行的奧馬哈部落成員內森·菲利普斯，稱聽了大約十分鐘的口號。他說他認為學生和街頭傳教士之間的對抗已經達到「沸點」。在他早期的新聞採訪中，菲利普斯指責科溫頓的學生煽動仇恨和種族主義。他後來說，他打算緩和他聲稱學生和傳教士之間不斷升級的緊張局勢。根據《底特律自由新聞》訪問，菲利普斯說：「他們正在攻擊這四個黑人……這些年輕人很兇殘，而這些年長的黑人是他們的獵物，我站在他們中間，所以他們需要他們的血肉，他們正在看著我。」據CNN的薩拉·西德納稱，在其中一名學生脫下襯衫帶領哈卡舞兩分鐘後，「（可聽到）影片中菲利普斯和另一位美洲原住民鼓手的鼓聲」。他們演唱了一首美國原住民跨部落歌曲〈美洲印第安人運動歌〉。
菲利普斯和第二個美洲原住民都帶著儀式鼓，走向台階分組的一組學生。西德納說，雖然一些學生隨著菲利普斯的鼓敲起舞並跟著他唱了一會兒，但他們並沒有因此「享受彼此的陪伴」。很快，菲利普斯就被大約30名學生「包圍」，「他們中的許多人是白人，穿著印有特朗普總統口號的服裝」，紅色棒球帽上寫著「讓美國再次偉大」（MAGA）。當戴著紅色MAGA帽子的學生尼古拉斯·桑德曼選擇不撤退時，菲利普斯繼續敲著他的儀式鼓並唱歌了近兩分鐘，有些人認為尼古拉斯·桑德曼臉上掛著假笑。這名學生後來解釋說，他微笑是因為他想讓菲利普斯知道「我不會生氣、害怕或被激起更大的對抗」。

### 黑色希伯來以色列人
早期報導流傳的影片不包括在廣場倒影池附近上出現的黑色希伯來以色列人5人組，他們都屬於信仰以色列上帝在耶穌基督裡的教會分支一個西營。他們站成一排，「從紅書中高喊聖經」，嘲諷路人。據CNN的薩拉·西德納稱，他們在「原住民遊行」結束後不久和天主教學校學生們來到現場之前「嘲弄……各種膚色的人、其他黑人遊客、當地人和天主教神父」。當學生們開始到達等待公共汽車時，黑色希伯來以色列人開始朝他們辱罵。
根據目擊者和隨後出現在社交媒體上的影片，黑色希伯來以色列人對學生和美洲原住民高喊種族主義辱罵。他們稱學生為「一群亂倫嬰兒」、未來的「校園槍擊案射手」和「骯髒的小白鬼」，並說「你給了基佬權利」。許多學生的反應是說「哇」和「當心」之類的話。黑色希伯來以色列人還稱一名與他們意見不同的路過黑人男子為「浣熊」，向美洲原住民示威者說，印第安人這個詞的意思是「野蠻」，並對一位停下來和他們爭論的女人說：「你丈夫在哪裡？帶上你的丈夫。讓我和他談談。」

## 回應
由於事件的影片網絡爆紅，新聞媒體於2019年1月18日晚開始報導這個事件。在他們首次報導這一事件之後的數日內，隨著更多信息的出現，許多新聞媒體重新審視了他們的報導並修改了敘述。這包括了解長影片中事件的背景、深入分析和讓參與者直接發言。媒體因其最初報導的參考來源是基於社交媒體，特別是用戶製作，不包括事件前後的幾分鐘的短視頻而受到嚴厲批評。這些包括對參與者的採訪在內的新來源揭示了事件的時間順序，展示了在菲利普斯出現之前，學生們是如何被黑色希伯來以色列人的嘲諷所激發對抗的。
「原住民遊行」的參與者在事件發生後，於2019年1月18日星期五晚發佈了該事件的第一批影片。最初影片大約只有一分鐘長，當時菲利普斯正在打鼓，被一大群感興趣的學生緊緊包圍。他們沒有包括將事件前後數分鐘背景展示。正如《Vox》所描述，這些短片給人的印像是「男孩們在騷擾美洲原住民長者」。其中之一是哥倫比亞特區大學的學生，關島居民台谷加也（Kaya Taitano）發布的一分鐘剪輯，事件發生時，她和一小群其他參與者一起參加了下午稍晚的紀念活動。她拍攝的事件一刻被美國有線電視新聞網後來形容為「一個帶笑的年輕人，戴著紅色「讓美國再次偉大」的帽子，站在那個正在打鼓和吟唱的男人面前。可以看到其他孩子大笑、跳來跳去，似乎在取笑這些吟唱。」台谷加也於下午7:33將其上傳至Instagram，她的影片在當天被用戶「2020fight」轉發到twitter上，標題是「這個MAGA失敗者在原住民遊行中興高采烈地騷擾一名美洲原住民抗議者」；到1月21日，它的觀看次數已超過250萬次。第二個影片由用戶「KC Noland」發佈到YouTube，在1月19日星期六早上的兩個小時內達到了200觀看次數，到1月24日觀看次數超過了450萬。
第一個社交媒體影片剪輯很短，並且專注於事件其中一刻，導致最初網民對學生嚴厲批評，有些人稱他們是在嘲笑和騷擾長輩。一些與「原住民遊行」有關聯的人，由於學生的人數、行為以及穿著「讓美國再次偉大」帽子和衣服，而將這些男孩形容具有威脅性。到1月20日，更長的影片上傳。菲利普斯澄清說，是他接近了這群學生，他說這是為了平息他自以認為學生與5人組之間正在醞釀的衝突，這些人被確定為黑色希伯來以色列人，一直用恐同字眼來嘲弄白人學生。
對這一事件立即引發公眾對學校、學生和他們的監護人的強烈反感。《華盛頓郵報》將這一事件描述為「激起眾怒」的「緊張相遇」。「原住民遊行」的特邀演講者之一，北達科他州眾議院議員，和曼丹、希達查和阿里卡拉民族的成員露絲·布法羅（Ruth Buffalo），說學生們對「所有文化的慶祝」的不尊重讓她感到難過。她補充說：「該影片中顯示的行為只是原住民所面臨和繼續面臨問題的縮影。」布法羅建議「與學生進行某種會面，就美洲原住民面臨的問題提供教育。」美國眾議院眾議員德布·哈蘭德寫道：「學生們公然表現出仇恨、不尊重和不容忍，表明在本屆政府（特朗普政府）執政期間，已經失去普通禮貌。令人心碎。」女演員艾莉莎·米蘭諾寫道：「這是特朗普的美國。它讓我淚流滿面。我們在教我們的年輕人甚麼？為什麼這樣子沒問題？這怎麼沒問題？請幫我理解。因為現在我覺得我的心住在我的身體之外。」
在接下來的幾天裡，「原住民遊行」發言人發表聲明，拉科塔族法律項目律師、尼古拉斯·桑德曼和其他官員對這一事件提出了不同的看法。隨著更詳細的影片剪輯、媒體對影片的分析和聲明更廣泛分享，輿論變得兩極分化，有些人說這些學生完全無罪，有些人說這些學生不尊重一位美洲原住民長者在一個本應慶祝第一次原住民遊行的日子。

### 進一步報導
事件發生後不久，科溫頓天主教通訊主任發表聲明，對事件的發生表示遺憾。在2019年1月19日的聯合聲明中，科溫頓教區和科溫頓天主教高中向菲利普斯道歉，譴責學生的行為，並表示在他們審查情況後將「採取適當的行動，包括開除。」然而，隨後在1月25日的一封信中，科溫頓教區主教向桑德曼道歉，稱他們「不應該讓自己受到欺負和壓力而過早發表聲明」。據《紐約時報》報導，一些科溫頓學生的家人報告受到死亡威脅，學校因暴力威脅而關閉了一天。
1月20日，《紐約時報》將這次事件描述為「種族、宗教和意識形態信仰的爆炸性融合——在國家政治緊張的背景下......（它）成為美國種族和政治衝突的最新接觸點，人們對真正發生的事情有不同的看法。」一篇Vox社論稱人們為「國家最重要的軼事」和「美國政治縮影」的基礎上作競爭性解釋，「身份認同政治」以及左翼和右翼媒體組織之間難解來回，而影片本身存在不確定性。
隨著公眾反感強烈，科溫頓高中三年級學生尼古拉斯·桑德曼的父母聘請總部位於路易斯維爾的運行開關（RunSwitch）公共關係公司的服務，該公司專門從事危機管理。他們代表桑德曼在1月21日發表了一份聲明，他在聲明中說，關於這一事件的錯誤信息和「徹頭徹尾的謊言」正在散播。據他所說，這種事件始於一群非裔美國人抗議者對學生進行侮辱，學生們以高呼學校口號為回應。桑德曼說，當菲利普斯和其他美洲原住民隨後接近他和其他學生時，他感到很困惑，並試圖保持冷靜以避免麻煩。他說他「沒有在任何時候目睹或聽到任何學生高呼『建造那堵牆』和涉及任何仇恨或種族主義的東西。」
台谷加也說她還聽到學生們高呼「建造那堵牆」和「特朗普2020」，但在CNN審查的影片中聽不到這樣的叫喊。1月21日的公關聲明否認學生高呼「築牆」。菲利普斯說，他聽到學生們高呼「建造那堵牆」，這是「原住民遊行」的主要關注點之一。在Twitter上的一次簡短採訪中，他說：「你知道，這是原住民土地，我們不應該在這裡建牆。在其他人來到這裏之前，我們幾千年來從未這樣做過，我們從未有過圍牆。」
肯塔基州國務卿艾莉森·蘭德根·格蘭姆斯將這一場景描述為「可怕」，並表示學生的行為並未反映肯塔基州的價值觀。她寫道：「我拒絕羞辱這些孩子。相反，我求助於教導他們的成年人以及那些默默地讓別人促進這種行為的成年人。這不是我所了解和喜愛的肯塔基州。我們可以從更好的領導做得更好。」
《華盛頓郵報》將「原住民遊行」描述為「有意義」，是美洲原住民不會再被壓制的一個例子。這篇文章引起了人們對美國總統唐納德·特朗普關於傷膝河大屠殺的開玩笑，以嘲笑來自馬薩諸塞州的美國參議院參議員伊麗莎白·沃倫的資歷。
《Vulture》作家埃里克·阿布里斯 (Erik Abriss) 在第二份INE娛樂公司的工作被解僱，他在twitter上說他希望科溫頓的學生和他們的父母死去。電影製片人傑克·莫里西（Jack Morrissey）曾建議讓「MAGA小子尖叫，先戴帽子，投入削木機」，後來為他「快速、極其愚蠢的推文」道歉。
加州大學河濱分校教授和著者禮薩·阿斯蘭（Reza Aslan）在twitter上提到了桑德曼：「你見過比這個小子更能討人打的臉嗎？」大約一年後，這條推文被刪除。

### 完整影片發佈後
1月20日星期日，一段長達一個半小時的影片公之於眾。較長的影片揭示了有關該事件的更多信息，包括5名黑色希伯來以色列人以及他們對學生的嘲諷。《紐約時報》於1月22日彙編顯示，整個互動僅持續了十分鐘。
在更長的影片發佈之後，CNN商業記者多尼·奧沙利文（Donie O'Sullivan）將用戶「2020fight」上傳的Twitter影片形容為「幫助構建了前幾天的新聞周期」，並將該影片描述為違反了Twitter規則，「故意試圖」誤導和「操縱Twitter上的公眾對話」。據信息戰研究員莫莉·麥考 (Molly McKew) 稱，這條推文受到匿名Twitter賬戶網絡的推動，以放大事件。
通過較長的影片顯示整個事件的最新信息，使到正在進行的報導中造成了混亂：雖然一些人仍然認為學生態度不佳，負有部分責任；但另一些人則認為學生被最初的報導中傷，並且該事件中的其他幾位參與者應對最終結果負責。
「為生命遊行」的組織者最初發表聲明批評學生的「應受譴責」行為。但組織者在1月20日撤銷了聲明，稱“從新的鏡頭和額外的事件中可以清楚地看出，這個故事比原始片段捕捉的要多。」
追鐵眼是「原住民遊行」的發言人，也是目睹事件的拉科塔族法律項目的一名律師，他說：「保守派現在很害怕——我們的兩位美國原住民女性，德布·哈蘭德和沙裡斯·戴維斯以及許多其他有權勢的女性當選國會議員......但昨天，全世界都看到，無論是現場媒體還是社交媒體，只要我們團結一致，就可以贏得我們面前的戰鬥。」另一位遊行組織者娜塔莉·法爾凡（Nathalie Farfan）說：「好消息是，與神聖的聯繫可能引起了一些天主教青年的共鳴。（視頻）中沒有顯示的是，由於我們DNA中固有的力量、韌性和愛，同樣的年輕人和其他一些人變得情緒化。我們在這些台階上的一天以圓舞結束，同時我們高呼：『我們還在這裡。』」
1月21日，《紐約時報》在科溫頓報導稱，當地社區已將精力集中在「為學生解決任何不法行為」上，並開始「認為自己面臨著出於政治動機的圍攻」。
肯塔基州眾議院議員托馬斯·馬西寫道，在觀看了來自四個不同攝像機的片段後，他認為媒體歪曲了這一事件，並且「在正在發生的一切（媒體沒有展示）的背景下，父母和這些男孩的導師應該為他們孩子的行為感到自豪，而不是感到羞恥。」
美國眾議院情報委員會於1月22日要求Twitter提供有關第一個影片爆紅的原因和信息。
1月22日，在Twitter發佈影片後不久，女演員凱西·格里芬刪除了一條Twitter消息，其中她指責科溫頓籃球運動員做出OK手勢「拋出新的納粹標誌」。同一天演員占·基利在Twitter上發布了一篇藝術作品，將科溫頓的學生稱為「小蛇」。在1月22日的一條推文中，特朗普總統表示，科溫頓的學生「已經成為假新聞及其邪惡程度的象徵。」
在內森·菲利普斯接受了幾次媒體採訪後發表相互矛盾的說法，NBC的薩凡納·格思里（Savannah Guthrie）於1月23日上午在《今日秀》節目中播出了科溫頓天主教高中三年級學生尼古拉斯·桑德曼的採訪。雖然桑德曼覺得沒有必要為自己的行為道歉，但他表達了對菲利普斯的尊重，並希望與他交談。事後看來，他真希望當時自己只是走開。菲利普斯在接受NBC採訪時說，雖然「桑德曼欠很多人一個道歉」，但他仍然認為「學生們在『嘲笑』美洲原住民，而桑德曼『是那個』的領導者」，他原諒那些涉及事件的人。菲利普斯還承認，自事件發生以來，他們兩人都收到了死亡威脅。格思里被自由派批評為桑德曼提供了一個全國性的平台，並要求桑德曼向菲利普斯道歉。
1月23日，CNN的克絲汀·鮑爾斯在受到批評後刪除了她的Twitter應用程序，用她稱在Twitter受到「騷擾」，她表示觀看了所有視頻，並沒有改變根本問題：「男孩們不尊重原住民長者」。同一天，白宮新聞秘書莎拉·赫卡比·桑德斯發表聲明說：「任何人都可以為破壞年幼的孩子而感到高興的想法對我來說絕對是無恥的」； 她的言論受到批評，批評者指向特朗普政府的零容忍移民政策。

## 媒體報導分析
新聞媒體因其對事件的報導方式而受到批評，特別是因為他們根據各種社交媒體帖子對故事進行了初步報導，而沒有充分調查事情的來龍去脈，隨後引發了對該事件的爭議和憤怒。
這個事件在社交媒體上受到了大量關注後，媒體開始報導這個故事。起初，大多數媒體報導都忽略了提供故事的關鍵細節。兩天后，在發佈更長的影片後，媒體開始撤回最初的分析，並進行編輯更改以澄清。例如，CNN的一篇文章標題為「戴著讓美國再次偉大帽子的青少年在林肯紀念堂嘲諷了一位美國原住民老人」，但經過修改，新標題為「青少年與美洲原住民老人的對峙，說他正在嘗試化解局勢」。《紐約時報》的原始報導標題為「戴上『讓美國再次偉大』帽子中的男孩們圍攻遊行中的原住民長老」，然後在第二天用「更全面的圖片」進行了後續報導「美洲原住民和天主教學生的爆紅影片出現」。一些媒體沒有更改他們的原始文章，而是添加了一條通知，將用戶引導到具有更完整性的更新文章。

## 誹謗訴訟

### 《華盛頓郵報》
桑德曼的家人聘請了律師L·林·伍德等，他們於2019年2月代表桑德曼對《華盛頓郵報》提起了索償2.5億美元的誹謗訴訟。該訴訟指控《華盛頓郵報》發表了七篇「虛假和誹謗文章」。他投訴稱，《華盛頓郵報》想要領導「主流和社交媒體上的惡霸，攻擊、誹謗和威脅」桑德曼，《華盛頓郵報》錯誤地瞄準並欺負了桑德曼，「因為他是白人 ，在學校實地考察中戴著紅色『讓美國再次偉大』紀念帽的天主教學生」，並且《華盛頓郵報》「知道並打算將其所謂的誹謗指控重新發布給其他人。」《華盛頓郵報》的一位女發言人宣布，該報將在訴訟中為自己辯護。
針對《華盛頓郵報》的訴訟最初於2019年7月26日被駁回，因為原告聲稱他被誣指犯有種族主義行為「文章中沒有支持的通俗語言」，所以發表的材料是意見，受第一修正案保護。在桑德曼的律師修改訴狀後，該訴訟於2019年10月28日重新開庭。法官支持他早先的決定，即投訴所針對的《華盛頓郵報》的33條陳述中有30條沒有涉及誹謗，但同意需要對宣稱（桑德曼）「阻止」了內森·菲利普斯「不允許他後撤」的三項陳述進行進一步審查。2020年7月24日，《華盛頓郵報》與桑德曼達成和解。和解的條款尚未公開。

### CNN
桑德曼的律師於2019年3月12日代表他對CNN提起第二宗訴訟，要求賠償2.75億美元，據稱是對桑德曼的「惡意」和「直接攻擊」。2020年1月7日，訴訟達成和解。和解的條款尚未公開。

### NBC環球
第三宗訴訟於2019年5月1日提出，桑德曼的律師提出誹謗訴訟，要求對NBC環球索償2.75億美元。2019年11月22日，一名法官駁回了NBC試圖駁回對其提起的訴訟。該訴訟於2021年12月17日達成和解，桑德曼表示和解條款是保密的。

### 其他媒體訴訟
其他針對《紐約時報》、《滾石》、美國廣播公司和CBS的訴訟已提出。

### 公眾人物
2019年8月2日，代表八名聲稱遭誹謗的未具名學生向十幾名公眾人物提起訴訟，要求賠償14萬美元至480萬美元。在這些人物中，針對參議員伊麗莎白·沃倫和眾議員德布·哈蘭德的訴訟根據議會豁免權原則被駁回。

### 2020年共和黨全國代表大會演講
桑德曼在2020年共和黨全國代表大會上發表了簡短的講話，期間他從自己的角度講述了這一事件，並表示他認為主流媒體存在偏見。桑德曼隨後被米奇·麥康諾聘用協助連任競選。

## 另見
- 李察·朱威爾